# Skrubbholmen
Ne doit pas être confondu avec Skrubbholmen (Lindås) ou Skrubbholmen (Masfjorden).
Skrubbholmen est une île dans le landskap Sunnhordland du comté de Vestland. Elle appartient administrativement à Øygarden.

## Géographie
Rocheuse et couverte d'arbres, elle s'étend sur environ 72 m de longueur pour une largeur approximative de 50 m.